# Gelenberg

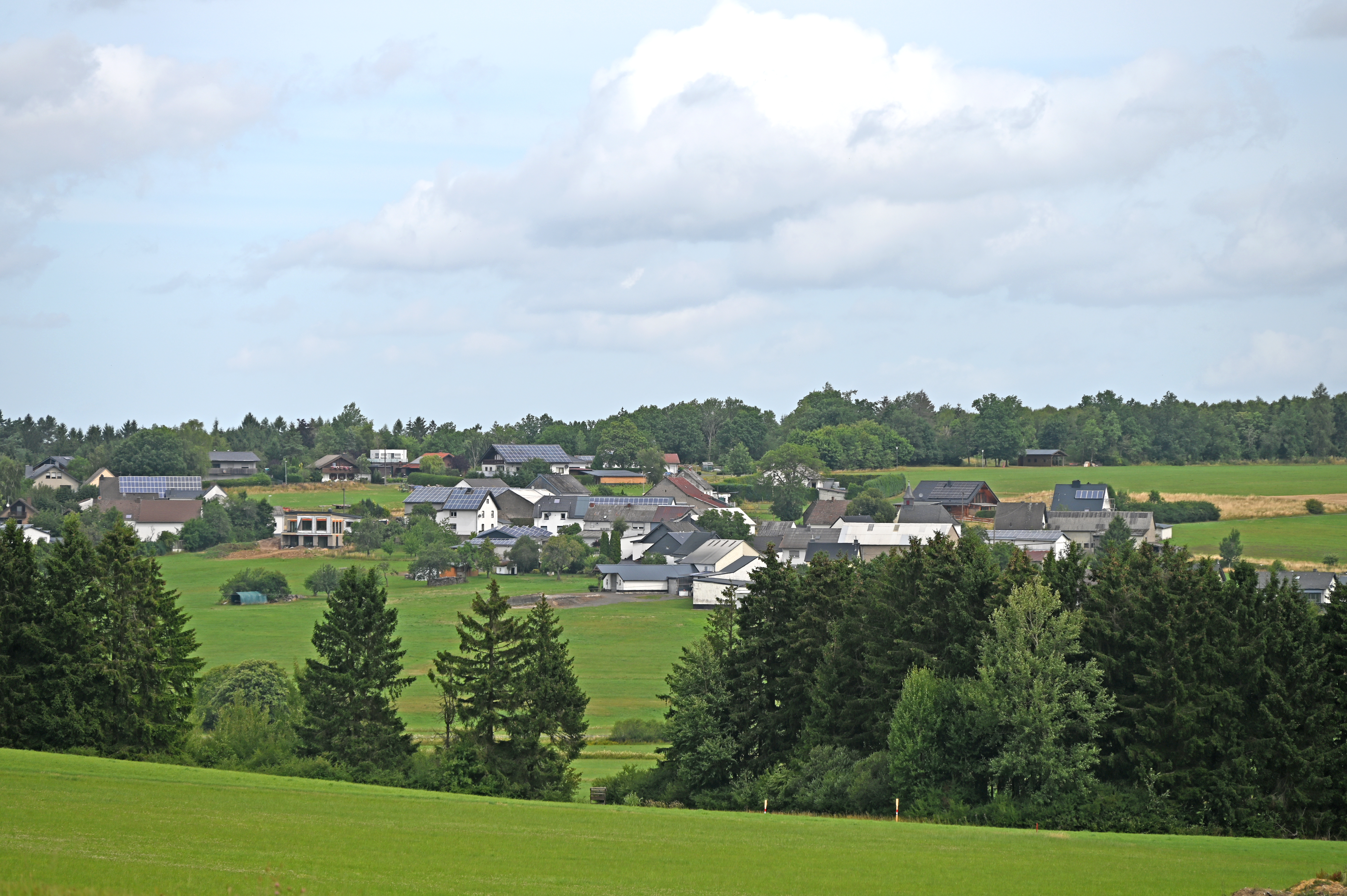
Gelenberg von Süden

Gelenberg ist eine Ortsgemeinde im Landkreis Vulkaneifel in Rheinland-Pfalz. Sie gehört der Verbandsgemeinde Kelberg an.

## Geographie
Der Ort liegt in der Eifel.

## Geschichte
1563 umfasste die Ortschaft unter dem Namen Geillenberg vier, 1684 sechs Feuerstellen. Landesherrlich gehörte sie bis Ende des 18. Jahrhunderts zum Kurfürstentum Trier und unterstand als Teil der Zent Bongard im Gericht Kelberg der Verwaltung des Amtes Daun. 1787 verzeichnete Gelenberg 93 Einwohner.
Im Zusammenhang mit der kommunalen Neuordnung von Rheinland-Pfalz und der Neubildung der Verbandsgemeinde Kelberg kam die Gemeinde Gelenberg am 7. November 1970 vom gleichzeitig aufgelösten Landkreis Mayen zum Landkreis Daun (heute Landkreis Vulkaneifel).
Bevölkerungsentwicklung
Die Entwicklung der Einwohnerzahl von Gelenberg, die Werte von 1871 bis 1987 beruhen auf Volkszählungen:
| Jahr | Einwohner |
| 1815 | 88        |
| 1835 | 93        |
| 1871 | 80        |
| 1905 | 72        |
| 1939 | 80        |

| Jahr | Einwohner |
| 1950 | 96        |
| 1961 | 94        |
| 1970 | 94        |
| 1987 | 101       |
| 2005 | 90        |

## Religion
Die Bürger von Gelenberg sind zu ca. 90 % römisch-katholisch. Die Dorfkapelle ist dem Hl. Wendelinus geweiht. Gelenberg gehört zur kath. Pfarrei Bodenbach. Auch die Heyerbergkapelle mit ihrem Kreuzweg im Wald wird von Gelenbergern gerne besucht.

## Politik

### Bürgermeister
Peter Burggraf ist seit dem 18. Juni 2019 Ortsbürgermeister von Gelenberg.
Burggrafs Vorgänger waren Robert Schlösser und Herbert Rollmann (ab 2004).

### Wappen
Die Wappenbeschreibung lautet: „In Grün über einem goldenen Berg, darin eine blaue Urne, eine links gewendete goldene Hirtenschaufel.“
Das Wappen besteht aus zwei Teilen. Der untere Teil zeigt einen goldenen Berg und darin eine blaue Urne und symbolisiert die in dieser Gemarkung gefundenen Hügelgräberkultur. Der obere Teil enthält eine goldene Hirtenschaufel, das Zeichen des Ortsheiligen Wendelinus, auf grünem Grund, ein Symbol für die jahrhundertealte landwirtschaftliche Prägung des Ortes.

## Kultur und Sehenswürdigkeiten

### Bauwerke

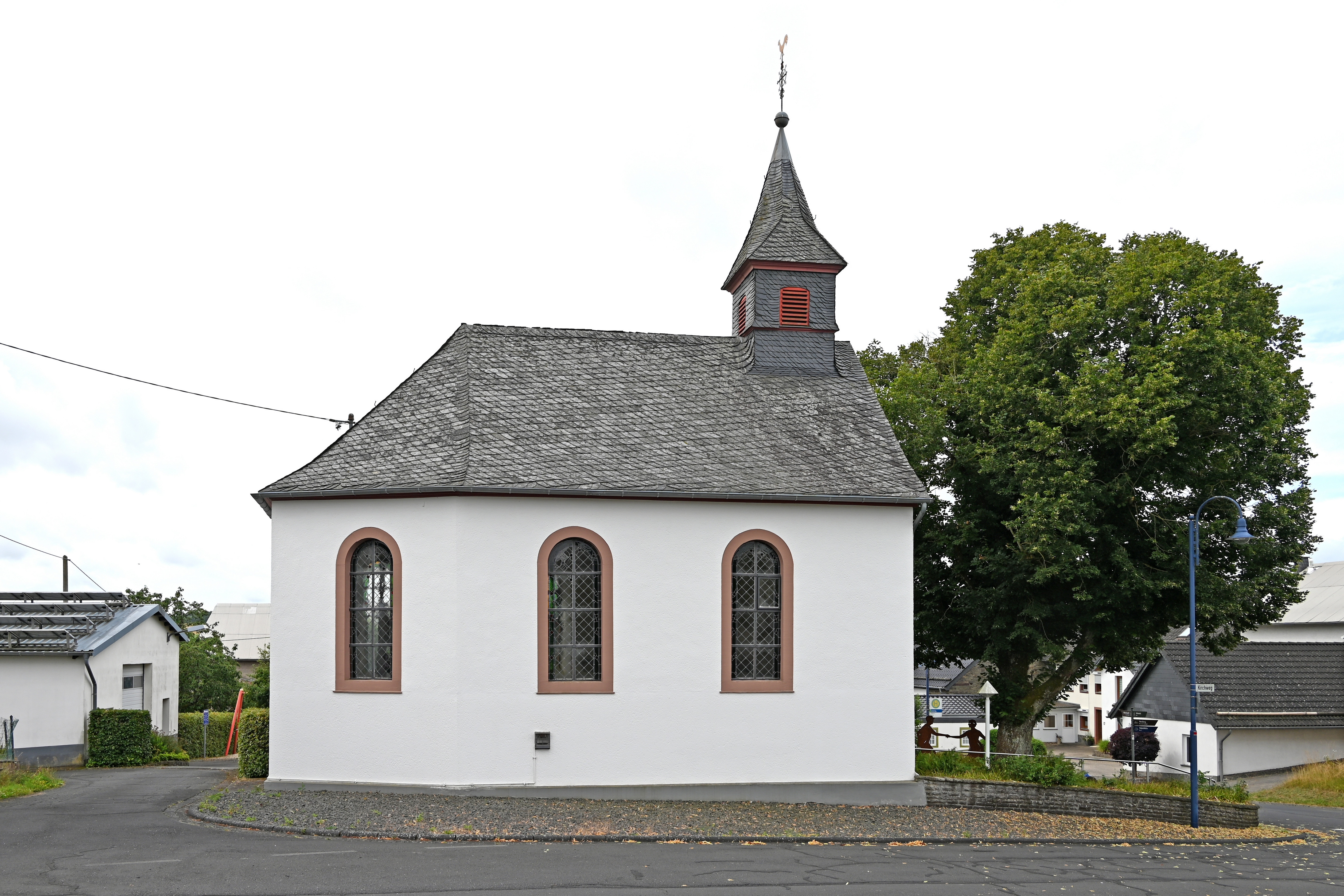
St. Wendelin mit Kaiserlinde
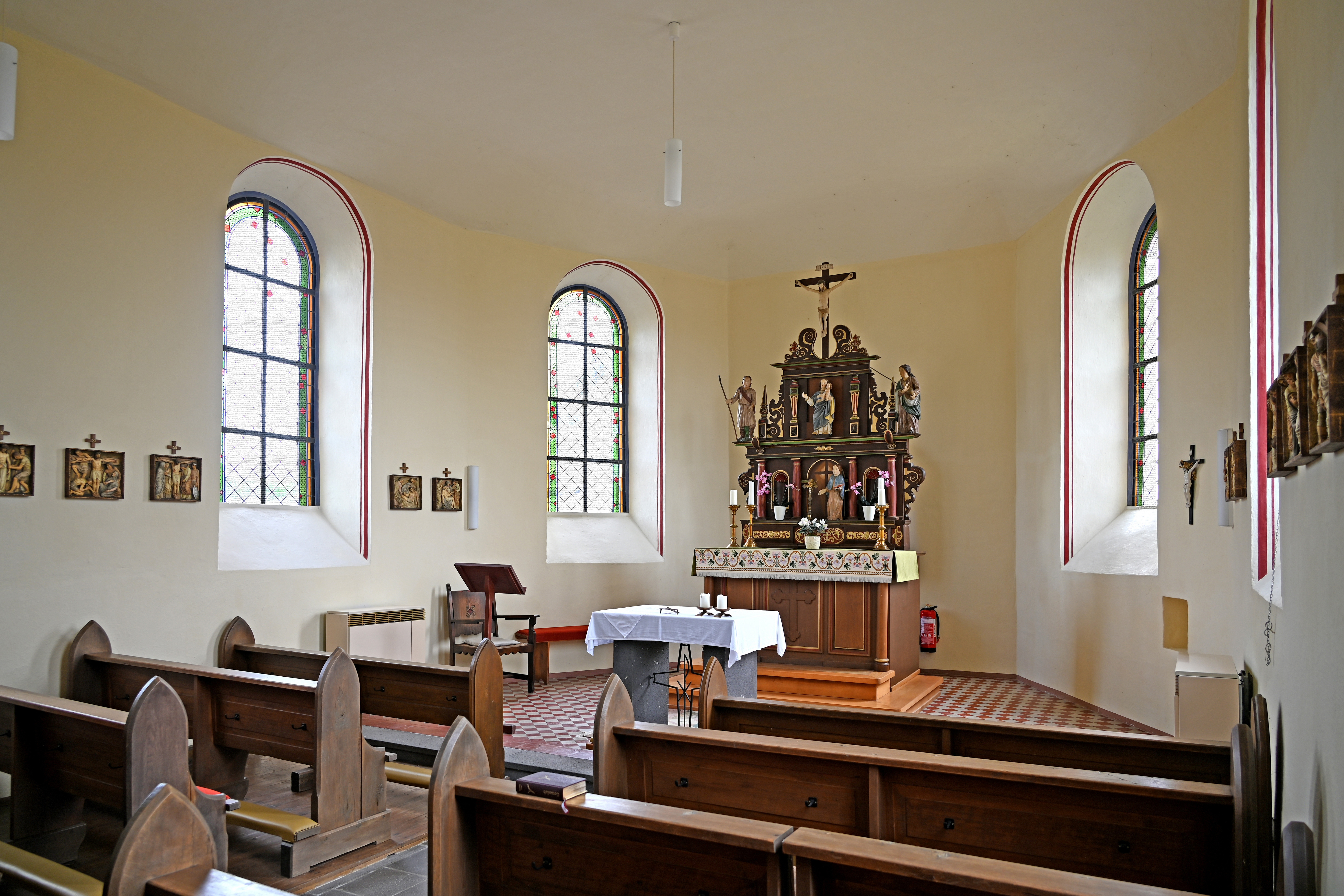
Innenraum
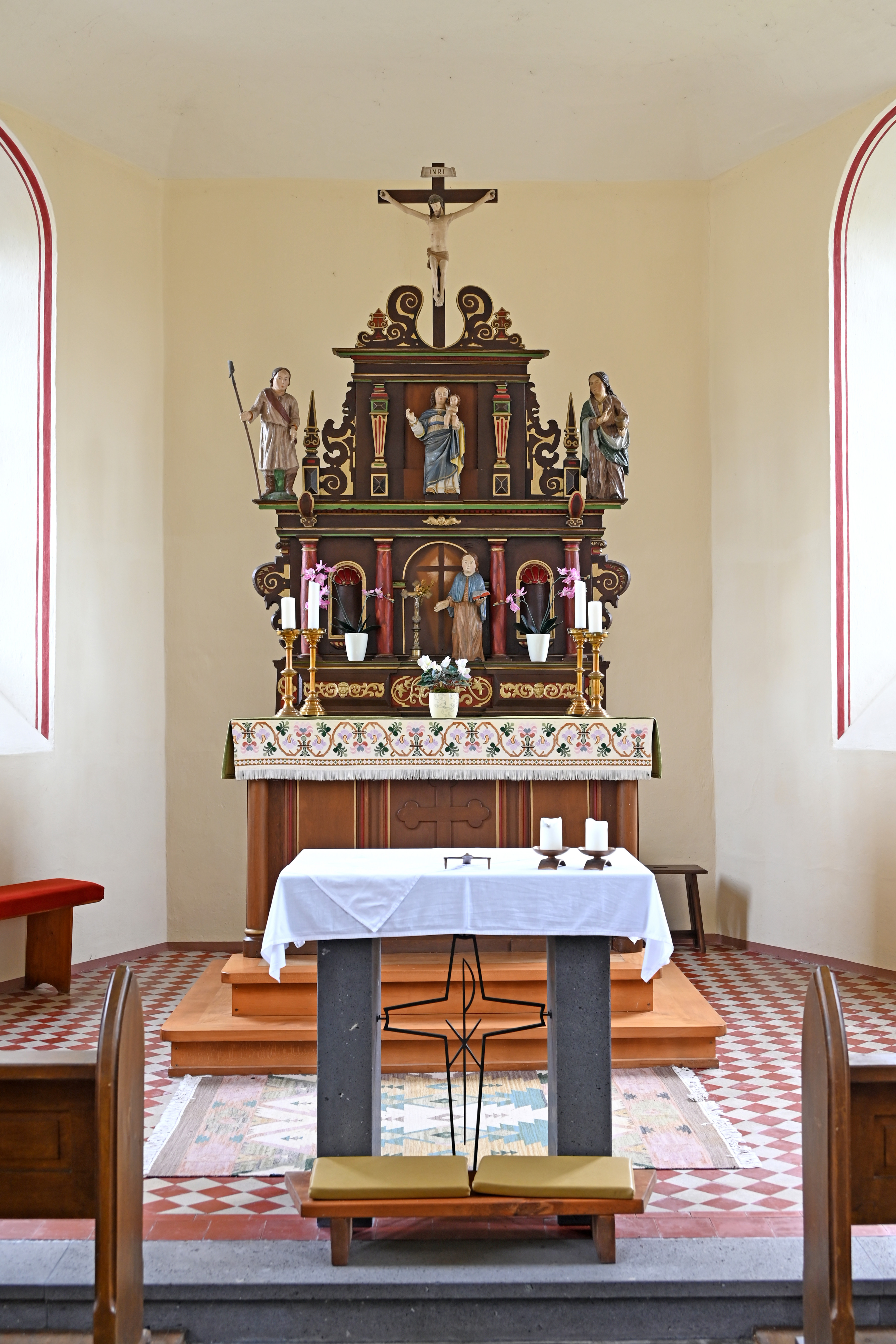
Barockaltar
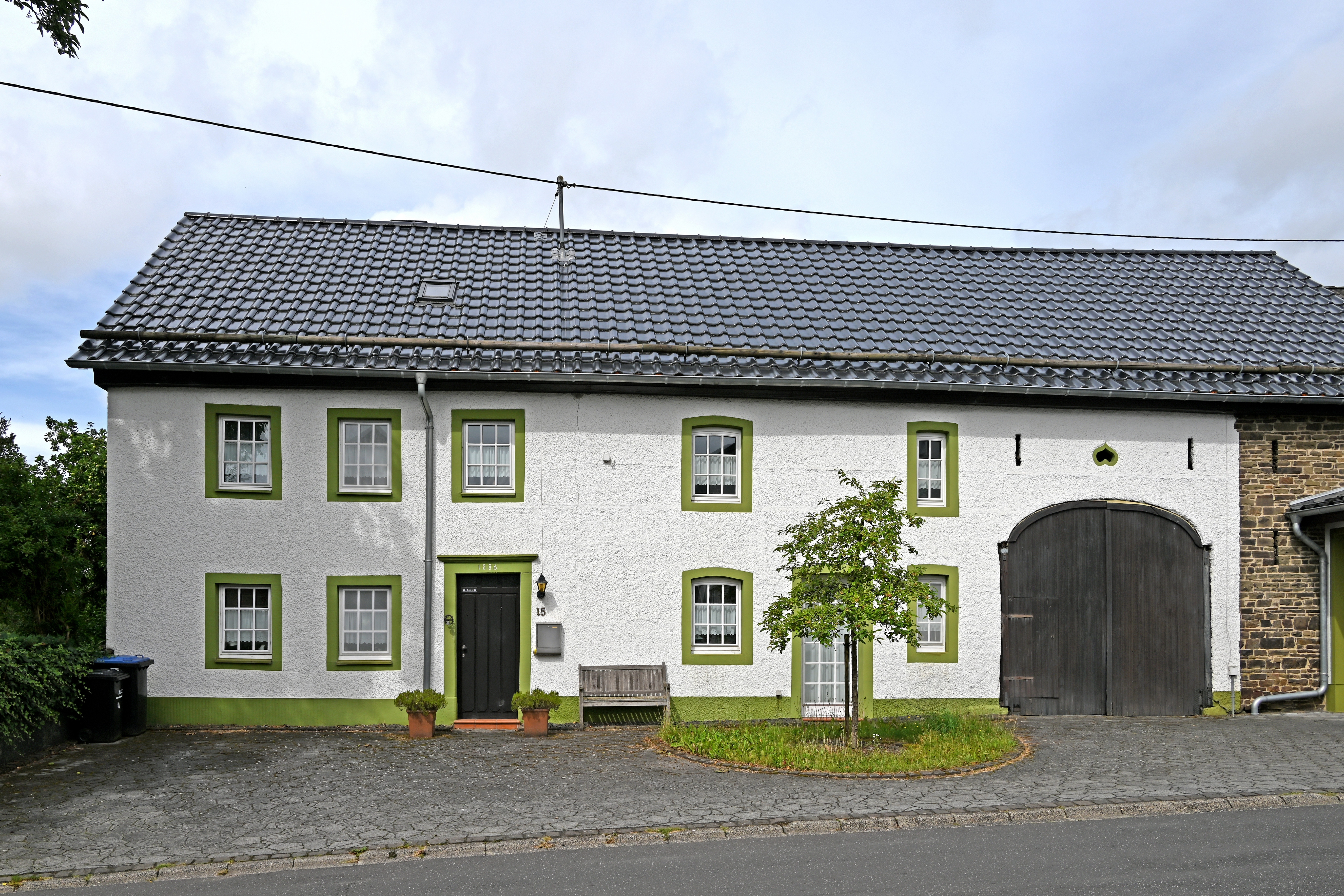
“Trierer Haus” von 1886, Hauptstraße 15

Siehe Liste der Kulturdenkmäler in Gelenberg

### Naturdenkmäler
In Gelenberg befindet sich eine Kaiserlinde mit Gedenkstein mit den Jahreszahlen 1813/1913. Dieser Stein erinnert an das hundertjährige Jubiläum des Siegs über Napoleon in der Völkerschlacht bei Leipzig und ist auch in vielen anderen Ortschaften der Zentraleifel zu finden.